# Terminalemulator

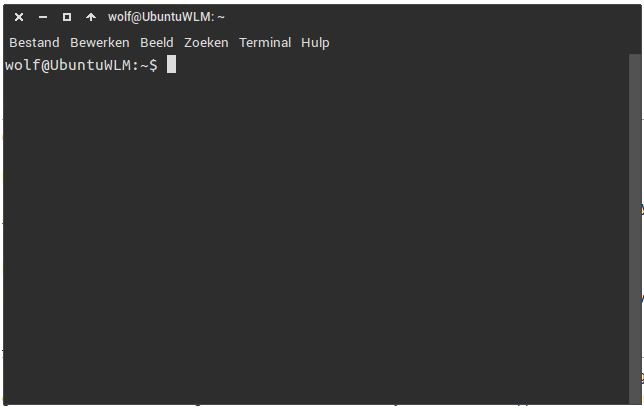
De terminalemulator van GNOME

Een terminalemulator is software die een computerterminal simuleert.

## Soorten
Op Unix bestaan twee soorten terminals.

### Fysiek
De fysieke terminals zijn terminals waarvoor fysieke toegang benodigd is tot de machine. Onder Unix-systemen staan deze bekend als TTY's en kunnen worden teruggevonden in de map /dev/tty*.

### Pseudo
Hiernaast zijn er ook zogenaamde pseudo-TTY's die onder Unix bekendstaan als PTS's. Deze zijn op te vinden in de map /dev/pts*.

## Aanbod
Er zijn verschillende terminalemulators beschikbaar; naast de standaard Unix-console bestaan er ook grafische terminalemulators die bijvoorbeeld onder X.Org worden gebruikt. Voorbeelden van veelgebruikte terminalemulatoren zijn xterm, terminal.app, screen, eterm en rxvt. Onder Windows wordt vaak PuTTY gebruikt.
Deze applicaties bieden de gebruiker de mogelijkheid om de weergave op verschillende manieren aan te passen. Zo kunnen lettertype, achtergrondkleur en eventuele transparantie aangepast worden naar de wens van de gebruiker.